# Kostel svaté Markéty (Ouběnice)
Filiální kostel svaté Markéty v Ouběnicích na Benešovsku je původně románský, postavený zřejmě ve XII. století. První historické zprávy o něm však pocházejí až ze XIV. století. Kostel byl přestavěn kolem roku 1300, zbarokisován pak byl v roce 1759, naposledy byl opraven roku 1996. Zařízení kostela je neogotické. Kostel byl do 30. června 2009 kostelem farním, od té doby patří jako filiální pod správu farnosti votické, Mše svatá se zde slouží v lichém týdnu v neděli v 9:30.hodin.

## Historie a budova kostela
Ouběnický kostel byl již jistě ve XIV. století kostelem farním. Poslední zpráva v historických pramenech o kostele pochází z roku 1411, z doby husitské nevíme ničeho, ale je pravděpodobné, že v Ouběnicích, stejně jako v celém okolí i většině Čech zavládla víra utrakvistická (podobojí). Další zpráva je až z roku 1677, kolátorem (patronem, tím, kdo udílel obročí) byl tehdy Jan Jiří Radecký z Radče, hrob jehož rodu se v kostele nachází. Podle této zprávy byl kostel značně sešlý a vlastnil jen jednu kasuli a jednu albu a náleželo k němu 11 vesnic v okolí. Tehdy byl ještě kostel zasvěcen sv. Linhartu. Někdy od počátku XVIII. století byl kostel bez vlastního duchovního správce a spravován byl patrně z Bystřice. Až na počátku století XIX., kdy se Ouběničtí a Tomičtí obyvatelé začali zasazovat o zřízení duchovní správy při kostele, jelikož v zimě bylo obtížné docházet do bystřického kostela. Dočkali se toho po deseti letech, kdy císař František I. dovolil, by Ouběničtí na své vlastní útraty vystavěli faru pro faráře, kterého měli vydržovati taktéž na své útraty. Od té doby byla v Ouběnicích duchovní správa. Roku 1888 byl zřízen nový, neogotický hlavní oltář. Po zasloužilém faráři a osobním děkanu, bystřickém rodáku Františku Jirouškovi se farářem stal roku 1889 významný český spisovatel Bohumil Zahradník-Brodský, do Ouběnic za ním často přijížděli jeho přátelé, kupř. Jindřich Šimon Baar, Alois Jirásek, Jakub Deml či Jaroslav Vrchlický. Farář Zahradník-Brodský se ve farnosti zasadil např. o stavbu kampeličky či založení melioračního družstva a roku 1901 se stal čestným občanem obce. Roku 1894 byly pořízeny nové boční oltáře, roku 1901 nové varhany.
Loď je v půdorysu skoro čtvercová, krytá plochým stropem. Klenba presbytáře má silná žebra. Okolo kostela je hřbitov. Ke kostelu je připojená věž s hodinami.